# Stefan Moore
Stefan Leroy Moore (Birmingham, 28 settembre 1983) è un ex calciatore inglese, di ruolo attaccante.

## Biografia
Suo fratello minore Luke Moore era a sua volta un calciatore professionista.

## Caratteristiche tecniche
Era un attaccante dotato di buon fisico, veloce e con una buona tecnica individuale. Ad inizio carriera, durante le sue prime stagioni con l'Aston Villa, era considerato uno dei giovani più promettenti del campionato inglese.

## Carriera

### Club
Tra il 1998 ed il 2002 gioca nelle giovanili dell'Aston Villa, con cui nella stagione 2001-2002 vince da capitano la FA Youth Cup; durante la stagione 2001-2002 trascorre tra l'altro anche un breve periodo in prestito al Chesterfield, club della terza divisione inglese, con cui il 27 ottobre 2001 esordisce tra i professionisti, giocando da titolare nella sconfitta per 1-0 sul campo del Blackpool: dopo sole 3 presenze (oltre alla gara di esordio gioca infatti un'altra partita di campionato ed una nel Football League Trophy) torna all'Aston Villa. Nella stagione 2002-2003 gioca la sua prima vera stagione tra i professionisti: dopo aver giocato da titolare 2 partite in Intertoto contro Zurigo e Lilla, l'11 settembre 2002 al suo esordio in Premier League, dopo essere entrato dalla panchina al 75' al posto di Marcus Allbäck, segna anche il suo primo gol assoluto tra i professionisti, con un tiro dal limite dell'area nella vittoria casalinga per 2-0 contro il Charlton. Nel resto della stagione gioca poi complessivamente ulteriori 14 partite ufficiali, 2 in Coppa di Lega e 12 nella prima divisione inglese, senza segnare altre reti: l'annata risulta però condizionata anche da un infortunio ad un ginocchio che, nella parte centrale della stagione, lo fa restare fermo per alcuni mesi. Nella stagione 2003-2004 Moore, complice anche il buon rendimento stagionale dell'Aston Villa (che termina il campionato al sesto posto in classifica) trova meno spazio che nell'anno precedente: riesce comunque a giocare 12 partite ufficiali (8 in Premier League, una in FA Cup e 3 in Coppa di Lega) e segna un'ulteriore rete in campionato, il 22 dicembre 2002 sul campo del Blackburn; nel gennaio del 2003 subisce inoltre un grave infortunio ad una caviglia, che, nell'immediato, fa temere addirittura per il prosieguo della sua carriera.
All'inizio della stagione 2004-2005 Moore viene ceduto in prestito al Millwall, club della seconda divisione inglese, con cui rimane fino ad inizio ottobre del 2004 giocando in totale 7 partite ufficiali, 6 in campionato ed una in Coppa UEFA (competizione a cui i Lions partecipavano in quanto finalisti perdenti della FA Cup 2003-2004) nel pareggio casalingo per 1-1 contro gli ungheresi del Ferencváros nel primo turno della manifestazione. Terminato il prestito fa ritorno all'Aston Villa, dove comunque trova pochissimo spazio: in tutto il resto della stagione gioca infatti una sola partita, subentrando a Carlton Cole dopo 54 minuti della partita persa in casa per 1-0 contro il Manchester Utd il 28 dicembre 2004: per questo motivo, nel marzo del 2004 viene ceduto in prestito fino a fine stagione al Leicester City, nuovamente in seconda divisione: qui gioca in totale 7 partite, di cui solo 2 da titolare, senza segnare nemmeno una rete. Nell'estate del 2005 viene acquistato a titolo definitivo dal QPR, altro club di seconda divisione, con cui firma un contratto di 3 anni. Nella stagione 2005-2006 viene impiegato con buona frequenza, totalizzando complessivamente 27 presenze fra tutte le competizioni (25 in campionato, una in FA Cup ed una in Coppa di Lega), nelle quali realizza però solamente 2 reti, entrambe in campionato, rispettivamente contro Sheffield Utd ed Ipswich Town. All'inizio della stagione 2006-2007 viene ceduto in prestito per un mese al Port Vale, club di terza divisione. Qui segna un'unica rete (nella vittoria per 2-0 del 30 settembre 2006 in campionato sul campo del Northampton Town) ma gioca con grande continuità, disputando in totale 15 partite (12 in campionato, una in FA Cup e 2 nel Football League Trophy), complice anche un progressivo allungamento del suo periodo iniziale di prestito, che lo porta a rientrare al QPR solamente a fine dicembre del 2006. Nella seconda parte della stagione rimane quindi al QPR, in seconda divisione, dove ricopre un ruolo da comprimario, giocando solamente 3 partite. Nella stagione 2007-2008 viene impiegato con maggior frequenza, pur restando sostanzialmente una riserva: da inizio stagione al 23 gennaio 2008, data in cui viene svincolato, gioca infatti 12 partite (11 in campionato ed una in Coppa di Lega) e segna una rete in campionato, in un incontro pareggiato 1-1 contro il Watford. Il 28 febbraio 2008 firma un contratto fino a fine stagione con il Walsall (a seguito anche di un provino col club, in terza divisione: al suo esordio, il successivo 1 marzo, dopo soli 4 minuti di gioco segna il suo primo gol con la nuova maglia, nella vittoria esterna per 1-0 contro il Luton Town, in cui aveva giocato da titolare. Dopo ulteriori 4 presenze nel mese di marzo perde però il posto in squadra, tanto che nei mesi seguenti non scende più in campo ed a fine stagione il suo contratto non viene rinnovato. Nell'aprile del 2008, complice il suo scarso utilizzo, i Saddlers avevano anche acconsentito ad un suo provino con i Melbourne Victory, club della prima divisione australiana, con cui Moore aveva anche giocato una partita amichevole.
Dopo essere inizialmente rimasto svincolato, il 30 ottobre 2008 Moore firma un contratto di breve durata con i Kidderminster, club di Football Conference (quinta divisione e più alto livello calcistico inglese al di fuori della Football League), per sostituire l'attaccante Justin Richards, messo fuori causa da un infortunio; dopo aver inizialmente prolungato il contratto di mese in mese, nel gennaio del 2009 prolunga il contratto direttamente fino a fine stagione: la sua permanenza nel club è comunque poco positiva in termini realizzativi, dato che in 19 partite giocate (16 in campionato e 3 in FA Cup) mette a segno solamente 2 reti (una per ciascuna delle 2 competizioni), l'ultima delle quali il 7 aprile 2009 nella partita di campionato pareggiata per 2-2 sul campo del Forest Green. Nella stagione 2009-2010, non riuscendo a trovare squadra, si aggrega al Silhill Fourth XI, una squadra amatoriale della Birmingham & District Football League (un campionato amatoriale non facente parte della piramide calcistica inglese), al solo scopo di mantenersi in forma in vista di un nuovo contratto: dopo aver segnato 3 reti in 2 presenze, viene però tesserato dall'Halesowen Town, club di Southern Football League (settima divisione inglese): qui realizza 20 reti nelle sue prime 20 partite di campionato (a cui aggiunge 2 reti in altrettante presenze nella Southern League Cup), e nell'arco del campionato colleziona complessivamente 34 reti in 41 presenze, oltre a 4 reti in 3 presenze in Southern League Cup; nelle prime settimane della stagione 2010-2011 segna altri 4 gol in 8 partite di campionato, per poi accasarsi al St Neots Town, club della United Counties League (nona divisione), con un contratto di 2 anni e mezzo ed un ingaggio annuale superiore alle 10000 sterline: la stagione è un successo sia per Moore (autore di 26 reti in 24 partite di campionato e di 9 reti in 6 partite di coppe minori) che per il club, che vince il campionato stabilendo vari record, tra cui quello di reti segnate nella categoria (160), e la Huntingdonshire Senior Cup. Nella stagione 2011-2012 vince la Hinchingbrooke Cup ed il campionato di Southern League Division One Central, conquistando così la promozione in settima divisione: Moore in questa stagione gioca 47 partite (38 in campionato, una in FA Cup ed 8 in altre coppe minori) e realizza 40 reti, 33 delle quali in campionato. Nel dicembre del 2012, dopo 9 reti in 18 partite di campionato, Moore si trasferisce al Leamington, altro club di settima divisione, con cui nella seconda parte della stagione mette a segno 13 reti in 24 partite di campionato, contribuendo alla vittoria del campionato stesso e, quindi, alla promozione in Conference North (sesta divisione).
Nella stagione 2013-2014 Moore gioca quindi in questa categoria, trascorrendo però la seconda metà dall'annata in prestito al Brackley Town: in totale, mette a segno 23 reti in 37 partite di campionato (tra Leamington e Brackley Town) oltre a 2 reti in 5 presenze in FA Trophy con il Leamington. Nel maggio del 2014 torna definitivamente a quest'ultimo club, con cui nella prima parte della stagione 2014-2015 realizza 8 reti in 19 presenze in sesta divisione, categoria in cui poi dal dicembre del 2014 al termine della stagione segna un ulteriore gol in 23 presenze con il Solihull Moors, club con cui nella stagione 2015-2016 vince poi il campionato (oltre alla Birmingham Senior Cup) segnandovi 12 reti in 32 presenze. Nella stagione 2016-2017 gioca 9 partite senza mai segnare in National League, per poi trascorrere dei brevi periodi in prestito al Brackley Town (con cui gioca una partita in sesta divisione) ed al Corby Town, in settima divisione. Termina infine la stagione con un nuovo ritorno al Leamington, con cui gioca 6 partite senza mai segnare in Southern Football League (settima divisione), campionato che si conclude con la promozione del club in sesta divisione al termine dei play-off (oltre che con la vittoria della Birmingham Senior Cup), categoria in cui Moore nella stagione 2017-2018 realizza 2 reti in 10 presenze. L'8 agosto 2018 va a giocare con un contratto di un anno al Redditch Utd, in Southern League Premier Central (ottava divisione), salvo poi passare dopo 2 mesi (ed una sola rete segnata) al Tamworth, club del medesimo campionato, con cui rimane comunque solo per un breve periodo, in cui gioca 3 partite. Dopo un'ulteriore breve periodo al Leamington (con cui comunque non scende più in campo in partite ufficiali), nel dicembre del 2018 va a giocare in Midland Football League (nona divisione) con l'Highgate United, dove rimane fino al termine della stagione 2018-2019, conclusa la quale si ritira.

### Nazionale
Tra il 1998 ed il 2001 ha giocato nelle nazionali inglesi Under-15, Under-16, Under-17 ed Under-19.

## Palmarès

### Club

#### Competizioni giovanili
- FA Youth Cup: 1

Aston Villa: 2001-2002

#### Competizioni regionali
- Southern League Division One Central: 1

St Neots Town: 2011-2012
- United Counties League: 1

St Neots Town: 2010-2011
- Birmingham Senior Cup: 2

Solihull Moors: 2015-2016
Leamington: 2016-2017
- Huntingdonshire Senior Cup: 1

St Neots Town: 2010-2011
- Hinchingbrooke Cup: 1

St Neots Town: 2011-2012
- Maunsell Cup: 1

Brackley Town: 2012-2013

#### Competizioni nazionali
- National League North: 1

Solihull Moors: 2015-2016
- Southern Football League: 1

Leamington: 2012-2013